# توعية بسرطان الثدي

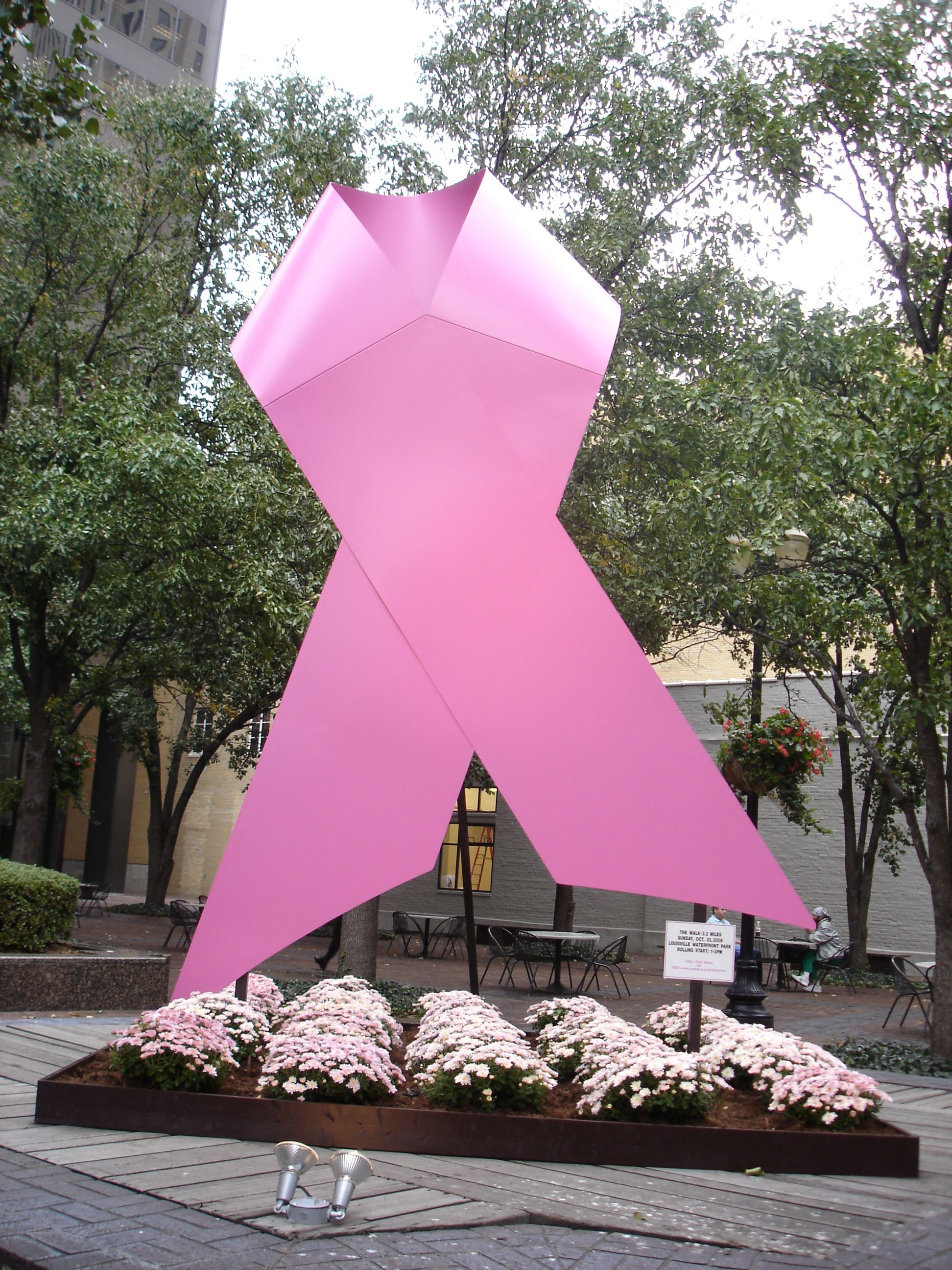
توعية بسرطان الثدي في لويفيل، كنتاكي

التوعية بسرطان الثدي هي محاولة لـرفع الوعي والحد من وصمة سرطان الثدي عن طريق التعريف بالأعراض والعلاج. ويأمل القائمون على هذه التوعية أن زيادة المعرفة سيؤدي إلى الكشف المبكر عن سرطان الثدي، الذي يرتبط بمعدلات أعلى للبقاء على قيد الحياة على المدى الطويل، وأن الأموال التي يتم جمعها لعلاج سرطان الثدي ستكون مصدرًا موثوقًا به وعلاجًا دائمًا.
تعد مكافحة سرطان الثدي وجهود التوعية أحد أنماط التبشير بمفهوم تبشير الصحة. يتولى مؤيدو التوعية بسرطان الثدي جمع التبرعات وممارسة الضغط السياسي للحصول على رعاية أفضل وزيادة مستويات المعرفة وزيادة مستوى تمكين المريض. قد يقوم مؤيدو التوعية بحملات أو تقديم خدمات مجانية أو بتكلفة منخفضة. ثقافة سرطان الثدي، وتُسمى في بعض الأحيان ثقافة الشريط الوردي تشير إلى زيادة التوعية الثقافية بشأن مكافحة سرطان الثدي، وهي الحركة الاجتماعية التي تدعمها والتي تعد الحركة الأكبر المهتمة بـصحة المرأة.
الشريط الوردي هو أبرز رموز التوعية بسرطان الثدي، وفي كثير من البلدان يعد شهر أكتوبر هو الشهر العالمي للتوعية حول سرطان الثدي. تتلقى بعض المؤسسات الدولية المعنية بسرطان الثدي دعمًا ماليًا كبيرًا من خلال رعاية الشركات.

## المناهج المتبعة في التسويق
تهدف حملات التوعية بمرض سرطان الثدي إلى زيادة «الوعي بعلامة» سرطان الثدي لدى العامة، وكيفية اكتشاف هذا المرض وعلاجه والحاجة إلى علاج دائم وموثوق به. وقد أدت زيادة التوعية إلى زيادة عدد النساء اللاتي يجرين تصوير الثدي بالأشعة السينية وزيادة عدد الحالات المكتشفة المصابة بسرطان الثدي وزيادة عدد النساء اللاتي يستأصلن نسيجًا من الجسد. وبصفة عامة، ونتيجة لذلك الوعي، يتم اكتشاف سرطان الثدي في مرحلة مبكرة، تكون فيه الحالة أكثر قابلية للعلاج. وقد استغلت جهود التوعية مناهج التسويق بنجاح للحد من الوصمة المرتبطة بهذا المرض.
وبصفة عامة، كانت حملات التوعية بمرض سرطان الثدي فعالة للغاية في تنبيه المواطنين بهذا المرض. تتمتع التوعية بمرض سرطان الثدي بتغطية إعلامية أكبر بكثير من أنواع السرطان الأخرى المنتشرة، مثل سرطان الموثة.

### سرطان الثدي كعلامة

الشريط الوردي، رمز دولي يتعلق بالتوعية بمرض سرطان الثدي.

يستخدم القائمون على التوعية بسرطان الثدي الشريط الوردي واللون الوردي كـماركة تصورية للتشجيع على التبرع بالأموال وزيادة معدلات الكشف عن المرض. علامة سرطان الثدي علامة قوية: الأشخاص الذين يدعمون «الماركة الوردية» أعضاء في السوق المتخصص للـوعي الاجتماعي، حيث يعمل هؤلاء الأشخاص للارتقاء بحياة المرأة، ويؤمنون بالتفكير الإيجابي، ويثقون في قدرة العلوم الطبية الحيوية على حل أي مشاكل إذا توفر المال الكافي، ويفضلون وسائل العلاج الشافية للوقاية.
تجمع العلامة بين مسألة الخوف من السرطان والأمل في التعرف المبكر على المرض وتوفير العلاج الناجح، وبين الأصالة الأخلاقية للمرأة المصابة بمرض سرطان الثدي وأي امرأة أخرى يُشتبه في إصابتها بسرطان الثدي. تسمح هذه العلامة بل وحتى تشجع الناس على استبدال الاستغلال الواعي والأفعال الرمزية الفردية مثل شراء أو ارتداء الشريط الوردي، بنتائج ملموسة وعملية، مثل العمل السياسي الجماعي الذي يهدف إلى اكتشاف الأسباب غير الوراثية لمرض سرطان الثدي.
لقد كان إنشاء هذه العلامة وتحصين حركة مكافحة سرطان الثدي أمرًا ناجحًا وفريدًا من نوعه، بسبب عدم وجود حركة مضادة تعارض حركة سرطان الثدي أو تؤمن بأن سرطان الثدي مرغوب فيه.

### الشريط الوردي
الشريط الوردي هو رمز للتوعية بمرض سرطان الثدي. قد ترتديه من تم تشخيص حالتها بأنها مصابة بمرض سرطان الثدي، أو لتحديد المنتجات التي ترغب الشركة المصنعة في بيعها للمستهلكين المهتمين بمرض سرطان الثدي. وقد تُباع الأشرطة الوردية في بعض الأحيان على أنها وسيلة لجمع التبرعات، مثل الكثير من الخشخاش (يوم الذكرى).
يتعلق الشريط الوردي بالكرم الفردي والإيمان بالتقدم العلمي والتوجه المتفائل ب«ما يمكن فعله». وتُشجع هذه الشرائط الأفراد على التركيز على التصور النهائي المثير للعواطف لعلاج سرطان الثدي، بدلاً من الحديث عن عدم وجود علاج على أرض الواقع لسرطان الثدي وعدم وجود أي ضمان على اكتشاف مثل هذا العلاج. وُصفت ممارسة الارتداء العشوائي أو عرض الأشرطة الوردية دون بذل المزيد من الجهود الملموسة لعلاج سرطان الثدي على أنها نوع من المظهرية بسبب افتقارها إلى الآثار الحقيقية الإيجابية، ولقد تمت مقارنتها بممارسات «التوعية» المشابهة البسيطة وغير الفعالة مثل حملة نشر النساء لألوان حمالات صدورهن على الفيس بوك. يشير النقاد إلى أن طبيعة الشعور الجيد للشرائط الوردية و«الاستخدام الوردي» يصرفان المجتمع عن حقيقة إحراز أي تقدم في علاج مرض سرطان الثدي. وتُنتقد الأشرطة الوردية أيضًا لأنها تعزز الأدوار النمطية الجنسية أيضًا إلى جانب تجسيد النساء وصدورهن.

### الأحداث

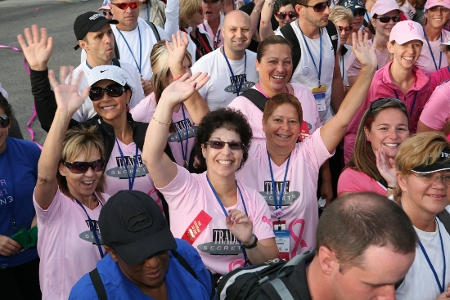
أحداث كبيرة، مثل سباقات المشي، في دعم التوعية بمرض سرطان الثدي.

من المعروف أن شهر أكتوبر كل عام هو الشهر العالمي للتوعية حول سرطان الثدي لدى العديد من الحكومات ووسائل الإعلام والناجين من مرض السرطان. ويُطلق على الحملة التي تعمل على مدار الشهر الشهر الوردي بسبب الإنتاج الزائد للمنتجات الوردية للبيع، والشهر العالمي لصناعة مرض سرطان الثدي من قبل بعض النقاد مثل أعمال مكافحة سرطان الثدي. بدأ الشهر العالمي للتوعية حول سرطان الثدي عام 1985 عن طريق جمعية السرطان الأمريكية وشركة الأدوية استرازينيكا. تهدف المنظمة المسؤولة عن إدارة «الشهر العالمي للتوعية حول سرطان الثدي» الرسمي إلى تشجيع تصوير الثدي الشعاعي وغيرها من أنواع الكشف المبكر لأنها من أهم الوسائل الفعالة للمحافظة على حياة المرأة.
وعادة ما تتضمن أحداث «الشهر العالمي للتوعية حول سرطان الثدي» سباقات الركض وسباقات المشي وسباقات الدراجات التي تهدف إلى جمع التبرعات. يتولى المشاركون في هذه السباقات جمع التبرعات على سبيل الإنفاق الخيري على مرضى سرطان الثدي. وعن طريق المشاركة الجماعية، تُشكل الناجيات من سرطان الثدي مجموعة واحدة وموحدة تتحدث وتعمل باستمرار وتشترك في مجموعة واحدة من المعتقدات. وبإمكانهن أيضًا تعزيز الاتصال الثقافي بين اللياقة البدنية واللياقة الأخلاقية لكل فرد. ومن المعروف أن الأحداث التي تنظمها شركة آفون أو شركة كومن تُخصص فيها 25%-33% تقريبًا من التبرعات للأموال اللازمة لتنظيم هذا الحدث والإعلان عنه.
تمت إنارة العديد من المعالم الشهيرة بالإضواء الوردية كتذكار بصري بمرض سرطان الثدي، وقد تستغل الأحداث العامة، مثل مباريات كرة القدم الأمريكية، قد تستخدم المعدات أو التوريدات الوردية. في 2010، تمت طباعة جميع الشرائط الهزلية لـكينج فيتشرز سينديكات (King Features Syndicate) في أسبوع واحد في ظلال بلون أحمر ووردي، مع شعار الشريط الوردي الذي يظهر بارزًا في لوحة واحدة.
قد تُنظم شركات القطاع الخاص «اليوم الوردي» وفيه يرتدي الموظفون ملابس وردية اللون وذلك دعمًا لمرضى سرطان الثدي أو يدفعون لصالح قواعد سلوك الزي مثل اليوم الوطني للدنيم (Lee National Denim Day). يتم توجيه بعض الأحداث لناس في مجتمعات محددة، مثل اليوم العالمي للحجاب الوردي (Global Pink Hijab Day)، الذي بدأ في أمريكا لتشجيع الرعاية الطبية المناسبة والحد من وصمة سرطان الثدي بين النساء المسلمات، وأسبوع توعية الذكور بسرطان الثدي، والذي تسلط بعض المؤسسات الضوء عليه في الأسبوع الثالث من شهر أكتوبر. تُستقبل معظم الأحداث استقبالاً جيدًا، ولكن بعض الأحداث، مثل دهان الجسر الوردي غير المصرح به في هنغتينغتون، فيرجينيا الغربية تثير الجدل.

### الشركات والمستهلكون

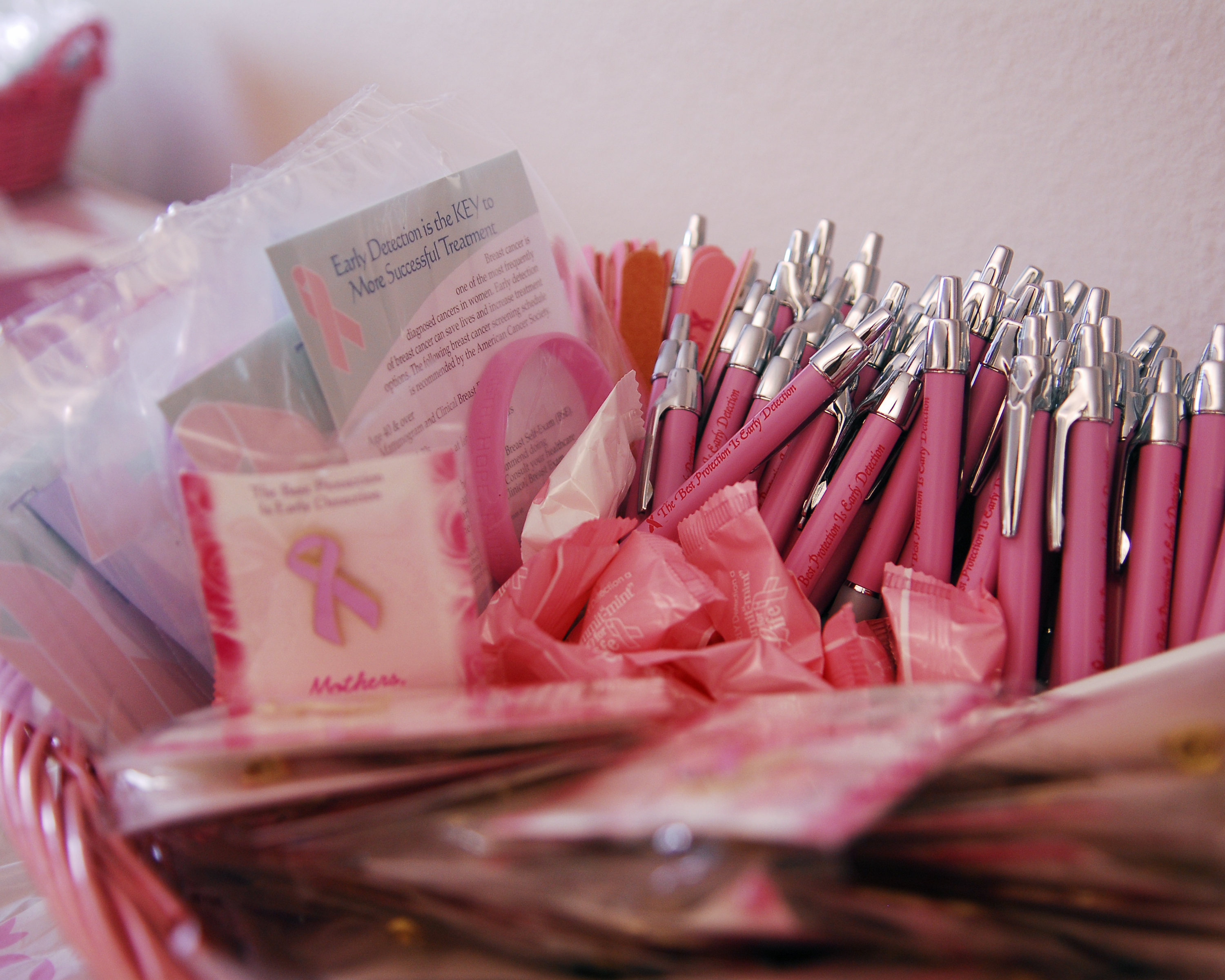
تحتوي السلة على مجموعة من السلع الترويجية التي تحمل علامة الشريط الوردي بما في ذلك أساور التوعية وأقلام الحبر والحلوى وشفرات السنفرة.

يتم إنتاج الآلاف من المنتجات ذات الصلة بسرطان الثدي وبيعها كل عام. تمثل بعض هذه الأصناف منتجات يومية أعيد تعبئتها أو تعديلها للاستفادة منها في التسويق المتعلق بقضية مثل الدببة والملابس والمجوهرات والشموع وأكواب القهوة. وتوفر المنتجات ذات القيمة المختلطة هذه للمستهلكين فرصة الجمع بين شراء هذه المنتجات والتبرع لمؤسسات مكافحة سرطان الثدي. يتم إنتاج بعض هذه المنتجات و/أو بيعها عن طريق الناجيات من سرطان الثدي أو الجمعيات الخيرية لجمع تبرعات، والبعض الآخر لتحقيق أرباح إضافة إلى جمع تبرعات. وتنتج الشركات أيضًا منتجات تحمل العلامة الوردية أو تحمل شعارات الأشرطة الوردية للتبرع بمبالغ مالية لدعم مرضى سرطان الثدي. عادة ما تتفوق عملية التبرعات على الحد المستهدف لأنها تتجاوز المستوى المحدد للمبيعات، رغم أن بعض الشركات تقدم إعلانات مجانية فقط للجمعية الخيرية المختارة. ورغم أنه قلما يتم الإفصاح عن تكاليف الإعلانات، إلا أنه اكتُشف أن بعض الشركات تنفق أموالاً هائلة على إعلانات «المنتجات الوردية» ومستلزماتها أكثر مما يتبرعون به للمؤسسات الخيرية التي تدعم الأبحاث أو المرضى. على سبيل المثال، في عام 2005، أنفقت شركة ثري إم (3M) 500000 دولار أمريكي في الإعلان عن ملاحظات انشر هذه المطبوعة مع شعار الشريط الوردي. وبلغت نتيجة المبيعات تقريبًا ضعف ما توقعته الشركة، لكن الحملة أسفرت عن تبرعت بلغت 300000 دولار أمريكي.